# Ligue des champions de l'UEFA 2007-2008
Navigation
Édition précédente Édition suivante
La Ligue des Champions 2007-2008 est la 53e édition du tournoi de football et la 16e sous l'appellation actuelle. La finale s'est jouée au Stade Loujniki à Moscou le 21 mai 2008 entre Manchester United et Chelsea FC et a vu Manchester United s'imposer dans la séance de tirs au but 6 à 5, alors que le match s'était achevé après prolongation sur le score de 1-1.

## Participants
|     | Espagne      | Italie      | Angleterre        |
| --- | ------------ | ----------- | ----------------- |
| 1er | Real Madrid  | Inter Milan | Manchester United |
| 2e  | FC Barcelone | AS Rome     | Chelsea           |

|     | France                 | Allemagne     | Portugal          |
| --- | ---------------------- | ------------- | ----------------- |
| 1er | Olympique lyonnais     | VfB Stuttgart | FC Porto          |
| 2e  | Olympique de Marseille | Schalke 04    | Sporting Portugal |

|     | Pays-Bas      | Grèce      | Russie      | Tenant du titre |
| --- | ------------- | ---------- | ----------- | --------------- |
| 1er | PSV Eindhoven | Olympiakos | CSKA Moscou | Milan AC        |

| Troisième tour de qualification | Troisième tour de qualification |
| --- | --- |
| - Champion - Roumanie : Dinamo Bucarest - Écosse : Celtic Glasgow - Belgique : RSC Anderlecht - Ukraine : Dynamo Kiev - République tchèque : Sparta Prague - Turquie : Fenerbahçe - Suisse : FC Zurich - Deuxième - Pays-Bas : Ajax Amsterdam (vainqueur barrages) - Grèce : AEK Athènes - Russie : Spartak Moscou                                                                           | - Troisième - Espagne : Séville FC - Italie : Lazio Rome - Angleterre : Liverpool FC - France : Toulouse FC - Allemagne : Werder Brême - Portugal : Benfica Lisbonne - Quatrième - Espagne : Valence CF - Angleterre : Arsenal |
| Deuxième tour de qualification | |
| - Champion - Bulgarie : Levski Sofia - Israël : Betar Jérusalem - Norvège : Rosenborg BK - Autriche : Red Bull Salzbourg - Serbie : Étoile rouge de Belgrade - Pologne : Zagłębie Lubin - Danemark : FC Copenhague - Hongrie : Debrecen VSC | - Deuxième - Roumanie : Steaua Bucarest - Écosse : Glasgow Rangers - Belgique : KRC Genk - Ukraine : Chakhtar Donetsk - République tchèque : Slavia Prague - Turquie : Beşiktaş |
| Premier tour de qualification | |
| - Croatie : Dinamo Zagreb - Suède : IF Elfsborg - Slovaquie : MŠK Žilina - Chypre : APOEL Nicosie - Slovénie : NK Domžale - Bosnie-Herzégovine : FK Sarajevo - Finlande : Tampere United - Lettonie : FK Ventspils - Moldavie : Sheriff Tiraspol - Géorgie : FC Olimpi Rustavi - Lituanie : FBK Kaunas - Macédoine : Pobeda Prilep - Islande : FH Hafnarfjörður - Biélorussie : BATE Borisov | - Irlande : Derry City - Albanie : KF Tirana - Arménie : Pyunik Erevan - Estonie : Levadia Tallinn - Malte : Marsaxlokk FC - Pays de Galles : The New Saints - Irlande du Nord : Linfield FC - Azerbaïdjan : FK Khazar Lankaran - Luxembourg : F91 Dudelange - Kazakhstan : FK Astana - Îles Féroé : HB Tórshavn - Andorre : FC Rànger's - Saint-Marin : SS Murata - Monténégro : Zeta Golubovci |

## Phase qualificative
Les équipes marquées d'un astérisque sont têtes de série lors du tirage au sort et ne peuvent se rencontrer.

### Premier tour de qualification
Le tirage au sort a eu lieu le 19 juin. Les matches aller ont eu lieu les 17 et 18 juillet, les matches retour les 24 et 25 juillet 2007. Les quatorze équipes gagnantes sont qualifiées pour le second Tour préliminaire.
| Match | Pays            | Club               | Aller   | Total | Retour | Club            | Pays        |
| ----- | --------------- | ------------------ | ------- | ----- | ------ | --------------- | ----------- |
| 1     | Azerbaïdjan     | FK Khazar Lankaran | 1 - 1   | 2 - 4 | 1 - 3  | Dinamo Zagreb*  | Croatie     |
| 2     | Chypre          | APOEL Nicosie*     | 2 - 0   | 2 - 3 | 0 - 3  | BATE Borisov    | Biélorussie |
| 3     | Moldavie        | Sheriff Tiraspol*  | 2 - 0   | 5 - 0 | 3 - 0  | FC Rànger's     | Andorre     |
| 4     | Islande         | FH Hafnarfjörður*  | 4 - 1   | 4 - 1 | 0-0    | HB Tórshavn     | Îles Féroé  |
| 5     | Pays de Galles  | The New Saints FC  | 3 - 2 e | 4 - 4 | 1 - 2  | FK Ventspils*   | Lettonie    |
| 6     | Macédoine       | Pobeda Prilep*     | 0 - 1   | 0 - 1 | 0 - 0  | Levadia Tallinn |             |
| 7     | Géorgie         | FC Olimpi Rustavi* | 0 - 0   | 0 - 3 | 0 - 3  | FC Astana       | Kazakhstan  |
| 8     | Monténégro      | Zeta Golubovci     | 3 - 1   | 5 - 4 | 2 - 3  | FBK Kaunas*     | Lituanie    |
| 9     |                 | Tampere United*    | 2 - 1   | 4 - 1 | 2 - 0  | SS Murata       | Saint-Marin |
| 10    | Luxembourg      | F91 Dudelange      | 1 - 2   | 5 - 7 | 4 - 5  | MŠK Žilina*     | Slovaquie   |
| 11    | Irlande du Nord | Linfield FC        | 0 - 0   | 0 - 1 | 0 - 1  | IF Elfsborg*    | Suède       |
| 12    | Irlande         | Derry City FC*     | 0 - 0   | 0 - 2 | 0 - 2  | Pyunik Erevan   | Arménie     |
| 13    |                 | Marsaxlokk FC      | 0 - 6   | 1 - 9 | 1 - 3  | FK Sarajevo*    | Bosnie      |
| 14    | Slovénie        | NK Domžale*        | 1 - 0   | 3 - 1 | 2 - 1  | KF Tirana       | Albanie     |

### Deuxième tour de qualification
Le tirage au sort a eu lieu le 29 juin 2007.
Les matches aller ont eu lieu les 31 juillet et le 1er août et les matches retour les 7 et 8 août 2007.
| Match | Pays       | Club                      | Aller | Total | Retour           | Club                | Pays               |
| ----- | ---------- | ------------------------- | ----- | ----- | ---------------- | ------------------- | ------------------ |
| 1     | Arménie    | Pyunik Erevan             | 0-2   | 1-4   | 1-2              | Chakhtior Donetsk*  | Ukraine            |
| 2     | Serbie     | Étoile rouge de Belgrade* | 1-0   | 2-2   | e1-2             | Levadia Tallinn     | Estonie            |
| 3     | Écosse     | Glasgow Rangers*          | 2-0   | 3-0   | 1-0              | Zeta Golubovci      | Monténégro         |
| 4     | Hongrie    | Debrecen VSC*             | 0-1   | 0-1   | 0-0              | IF Elfsborg         | Suède              |
| 5     | Pologne    | Zagłębie Lubin            | 0-1   | 1-3   | 1-2              | Steaua Bucarest*    | Roumanie           |
| 6     | Belgique   | KRC Genk*                 | 1-2e  | 2-2   | 1-0              | FK Sarajevo         | Bosnie-Herzégovine |
| 7     | Lettonie   | FK Ventspils              | 0-3   | 0-7   | 0-4              | Red Bull Salzbourg* | Autriche           |
| 8     | Kazakhstan | FC Astana                 | 1-3   | 2-10  | 1-7              | Rosenborg BK*       | Norvège            |
| 9     | Islande    | FH Hafnarfjörður          | 1-3   | 2-4   | 1-1              | BATE Borissov*      | Belarus            |
| 10    | Danemark   | FC Copenhague*            | 1-0   | 2-1   | 1-1              | Betar Jérusalem     | Israël             |
| 11    | Slovaquie  | MŠK Žilina                | 0-0   | 0-0   | 0-0 ap (3-4) tab | Slavia Prague*      | République tchèque |
| 12    | Finlande   | Tampere United            | 1-0   | 2-0   | 1-0              | Levski Sofia*       | Bulgarie           |
| 13    | Turquie    | Beşiktaş*                 | 1-0   | 4-0   | 3-0              | FC Sheriff Tiraspol | Moldavie           |
| 14    | Slovénie   | NK Domžale                | 1-2   | 2-5   | 1-3              | Dinamo Zagreb*      | Croatie            |

### Troisième tour de qualification
Le tirage au sort a eu lieu le 3 août 2007.
Les matches aller ont eu lieu les 14 et 15 août et les matches retour les 28 et 29 août 2007.
| Match | Pays               | Club               | Aller | Total | Retour           | Club                     | Pays               |
| ----- | ------------------ | ------------------ | ----- | ----- | ---------------- | ------------------------ | ------------------ |
| 1     | Biélorussie        | BATE Borissov      | 2-2   | 2-4   | 0-2              | Steaua Bucarest*         | Roumanie           |
| 2     | Finlande           | Tampere United*    | 0-3   | 0-5   | 0-2              | Rosenborg BK             | Norvège            |
| 3     | Russie             | FK Spartak Moscou  | 1-1   | 2-2   | 1-1 ap (3-4) tab | Celtic Glasgow*          | Écosse             |
| 4     | Allemagne          | Werder Brême*      | 2-1   | 5-3   | 3-2              | Dinamo Zagreb            | Croatie            |
| 5     | Autriche           | Red Bull Salzbourg | 1-0   | 2-3   | 1-3              | Chakhtior Donetsk*       | Ukraine            |
| 6     | Pays-Bas           | Ajax Amsterdam*    | 0-1   | 1-3   | 1-2              | Slavia Prague            | République tchèque |
| 7     | Espagne            | Valence C.F*       | 3-0   | 5-1   | 2-1              | IF Elfsborg              | Suède              |
| 8     | Bosnie-Herzégovine | FK Sarajevo        | 0-1   | 0-4   | 0-3              | Dynamo Kiev*             | Ukraine            |
| 9     | Turquie            | Fenerbahçe         | 1-0   | 3-0   | 2-0              | RSC Anderlecht*          | Belgique           |
| 10    | Écosse             | Glasgow Rangers*   | 1-0   | 1-0   | 0-0              | Étoile rouge de Belgrade | Serbie             |
| 11    | France             | Toulouse FC        | 0-1   | 0-5   | 0-4              | Liverpool*               | Angleterre         |
| 12    | Portugal           | Benfica Lisbonne*  | 2-1   | 3-1   | 1-0              | FC Copenhague            | Danemark           |
| 13    | Italie             | Lazio Rome*        | 1-1   | 4-2   | 3-1              | Dinamo Bucarest          | Roumanie           |
| 14    | République tchèque | Sparta Prague      | 0-2   | 0-5   | 0-3              | Arsenal*                 | Angleterre         |
| 15    | Suisse             | FC Zurich          | 1-1   | 1-3   | 0-2              | Beşiktaş*                | Turquie            |
| 16    | Espagne            | Séville FC*        | 2-0   | 6-1   | 4-1              | AEK Athènes              | Grèce              |

Les vainqueurs se qualifient pour la phase de groupes ; les vaincus s'en vont disputer le premier tour de la coupe UEFA.

## Phase de groupes
Les 16 vainqueurs du tour précédent, les champions des 10 fédérations classées entre le 1er et le 10e rang du classement UEFA ainsi que les vice-champions des 6 fédérations classées entre le 1er et le 6e rang, soit 32 équipes, sont répartis en huit groupes de quatre équipes. Chaque équipe joue deux fois contre les trois autres équipes du groupe.
| Les deux premiers de chaque groupe sont qualifiés pour les huitièmes de finale   |
| Les troisièmes de chaque groupe jouent les seizièmes de finale de la Coupe UEFA. |
| Les quatrièmes sont éliminés des compétitions de l'UEFA                          |

En cas d'égalité à l'issue de la dernière journée et selon le paragraphe 4.05 du règlement de l'UEFA, on utilise pour départager les équipes six critères dont cinq sur les matchs de groupe : tout d'abord les points obtenus dans les matchs particuliers (1), puis la différence de buts dans les matchs particuliers (2), puis le nombre de buts à l'extérieur dans les matchs particuliers (3), ensuite sur l'ensemble du groupe, la différence de buts (4), le nombre de buts (5), et enfin le coefficient UEFA (6).

### Les clubs qualifiés
Arsenal FC
Chelsea FC
AS Rome
Lazio Rome
Inter Milan
AC Milan
Fenerbahçe SK
Beşiktaş JK
Celtic FC
Rangers FC
Sporting CP
Benfica Lisbonne
Pour le tirage au sort de la phase de groupes, le 30 août 2007 à Monaco, les équipes sont réparties entre quatre chapeaux selon leur coefficient UEFA.
Un groupe est composé d'une équipe de chaque chapeau.
| Groupe | Pot 1                    | Pot 2                     | Pot 3                         | Pot 4                    |
| ------ | ------------------------ | ------------------------- | ----------------------------- | ------------------------ |
| A      | Liverpool 112.618        | FC Porto 89.107           | Olympique de Marseille 51.706 | Beşiktaş 43.791          |
| B      | Chelsea 99.618           | Valence CF 99.374         | Schalke 04 60.640             | Rosenborg BK 31.509      |
| C      | Real Madrid 104. 374     | Werder Brême 63.640       | Lazio Rome 51.808             | Olympiakos42.415         |
| D      | Milan AC 133.808         | Benfica 67.107            | Celtic Glasgow 62.064         | Chakhtior Donetsk 44.726 |
| E      | FC Barcelone 199.374     | Olympique lyonnais 95.706 | VfB Stuttgart 58.640          | Glasgow Rangers 47.064   |
| F      | Manchester United 99.618 | AS Rome 78.808            | Sporting Portugal 52.107      | Dynamo Kiev 38.726       |
| G      | Inter Milan 107.808      | PSV Eindhoven 81.995      | CSKA Moscou 53.920            | Fenerbahçe36.791         |
| H      | Arsenal 104.618          | FC Séville 87.374         | Steaua Bucarest 55.255        | Slavia Prague 32.851     |

## Phase à élimination directe finale
| \| Schalke 04 Arsenal FC; Chelsea FC Manchester United Liverpool FC Celtic Glasgow FC Barcelone Séville FC Real Madrid Olympique lyonnais Olympiakós Inter Milan AC Milan AS Rome FC Porto Fenerbahçe SK \| Localisation des clubs qualifiés en huitième de finale |
| Schalke 04 Arsenal FC; Chelsea FC Manchester United Liverpool FC Celtic Glasgow FC Barcelone Séville FC Real Madrid Olympique lyonnais Olympiakós Inter Milan AC Milan AS Rome FC Porto Fenerbahçe SK                                                              |

### Tableau
|  | Huitièmes de finale        | Huitièmes de finale       | Huitièmes de finale       |              |          | Quarts de finale  | Quarts de finale  | Quarts de finale  |  |  | Demi-finales        | Demi-finales        | Demi-finales        |  |  | Finale                              | Finale                              |
|  |                            |                           |                           |              |          |                   |                   |                   |  |  |                     |                     |                     |  |  |                                     |                                     |
|  | 20 février et 4 mars 2008  | 20 février et 4 mars 2008 | 20 février et 4 mars 2008 |              |          | 2 et 8 avril 2008 | 2 et 8 avril 2008 | 2 et 8 avril 2008 |  |  | 22 et 30 avril 2008 | 22 et 30 avril 2008 | 22 et 30 avril 2008 |  |  | 21 mai 2008, Stade Loujniki, Moscou | 21 mai 2008, Stade Loujniki, Moscou |
|  | 20 février et 4 mars 2008  | 20 février et 4 mars 2008 | 20 février et 4 mars 2008 |              |          | 2 et 8 avril 2008 | 2 et 8 avril 2008 | 2 et 8 avril 2008 |  |  | 22 et 30 avril 2008 | 22 et 30 avril 2008 | 22 et 30 avril 2008 |  |  | 21 mai 2008, Stade Loujniki, Moscou | 21 mai 2008, Stade Loujniki, Moscou |
|  | Arsenal                    | 0                         | 2                         |              |          | 2 et 8 avril 2008 | 2 et 8 avril 2008 | 2 et 8 avril 2008 |  |  | 22 et 30 avril 2008 | 22 et 30 avril 2008 | 22 et 30 avril 2008 |  |  | 21 mai 2008, Stade Loujniki, Moscou | 21 mai 2008, Stade Loujniki, Moscou |
|  | Arsenal                    | 0                         | 2                         |              |          | 2 et 8 avril 2008 | 2 et 8 avril 2008 | 2 et 8 avril 2008 |  |  | 22 et 30 avril 2008 | 22 et 30 avril 2008 | 22 et 30 avril 2008 |  |  | 21 mai 2008, Stade Loujniki, Moscou | 21 mai 2008, Stade Loujniki, Moscou |
|  | Milan AC                   | 0                         | 0                         |              |          | 2 et 8 avril 2008 | 2 et 8 avril 2008 | 2 et 8 avril 2008 |  |  | 22 et 30 avril 2008 | 22 et 30 avril 2008 | 22 et 30 avril 2008 |  |  | 21 mai 2008, Stade Loujniki, Moscou | 21 mai 2008, Stade Loujniki, Moscou |
|  | Milan AC                   | 0                         | 0                         | Arsenal      | 1        | 2                 |                   |                   |  |  | 22 et 30 avril 2008 | 22 et 30 avril 2008 | 22 et 30 avril 2008 |  |  | 21 mai 2008, Stade Loujniki, Moscou | 21 mai 2008, Stade Loujniki, Moscou |
|  | 19 février et 11 mars 2008 |                           |                           | Arsenal      | 1        | 2                 |                   |                   |  |  | 22 et 30 avril 2008 | 22 et 30 avril 2008 | 22 et 30 avril 2008 |  |  | 21 mai 2008, Stade Loujniki, Moscou | 21 mai 2008, Stade Loujniki, Moscou |
|  |                            | Liverpool                 | 1                         | 4            |          |                   |                   |                   |  |  | 22 et 30 avril 2008 | 22 et 30 avril 2008 | 22 et 30 avril 2008 |  |  | 21 mai 2008, Stade Loujniki, Moscou | 21 mai 2008, Stade Loujniki, Moscou |
|  | Liverpool                  | Liverpool                 | 1                         | 4            | 2        | 1                 |                   |                   |  |  | 22 et 30 avril 2008 | 22 et 30 avril 2008 | 22 et 30 avril 2008 |  |  | 21 mai 2008, Stade Loujniki, Moscou | 21 mai 2008, Stade Loujniki, Moscou |
|  | Liverpool                  | 2 et 8 avril 2008         |                           |              | 2        | 1                 |                   |                   |  |  | 22 et 30 avril 2008 | 22 et 30 avril 2008 | 22 et 30 avril 2008 |  |  | 21 mai 2008, Stade Loujniki, Moscou | 21 mai 2008, Stade Loujniki, Moscou |
|  | Inter Milan                | 0                         | 0                         |              |          |                   |                   |                   |  |  | 22 et 30 avril 2008 | 22 et 30 avril 2008 | 22 et 30 avril 2008 |  |  | 21 mai 2008, Stade Loujniki, Moscou | 21 mai 2008, Stade Loujniki, Moscou |
|  | Inter Milan                | 0                         | 0                         | Liverpool    | 1        | 2                 |                   |                   |  |  |                     |                     |                     |  |  | 21 mai 2008, Stade Loujniki, Moscou | 21 mai 2008, Stade Loujniki, Moscou |
|  | 20 février et 4 mars 2008  |                           |                           | Liverpool    | 1        | 2                 |                   |                   |  |  |                     |                     |                     |  |  | 21 mai 2008, Stade Loujniki, Moscou | 21 mai 2008, Stade Loujniki, Moscou |
|  |                            | Chelsea                   | 1                         | 3 ap         |          |                   |                   |                   |  |  |                     |                     |                     |  |  | 21 mai 2008, Stade Loujniki, Moscou | 21 mai 2008, Stade Loujniki, Moscou |
|  | Fenerbahçe                 | Chelsea                   | 1                         | 3 ap         | 3        | 2 tab(3)          |                   |                   |  |  |                     |                     |                     |  |  | 21 mai 2008, Stade Loujniki, Moscou | 21 mai 2008, Stade Loujniki, Moscou |
|  | Fenerbahçe                 | 23 et 29 avril 2008       |                           |              | 3        | 2 tab(3)          |                   |                   |  |  |                     |                     |                     |  |  | 21 mai 2008, Stade Loujniki, Moscou | 21 mai 2008, Stade Loujniki, Moscou |
|  | FC Séville                 | 2                         | 3ap (2)                   |              |          |                   |                   |                   |  |  |                     |                     |                     |  |  | 21 mai 2008, Stade Loujniki, Moscou | 21 mai 2008, Stade Loujniki, Moscou |
|  | FC Séville                 | 2                         | 3ap (2)                   | Fenerbahçe   | 2        | 0                 |                   |                   |  |  |                     |                     |                     |  |  | 21 mai 2008, Stade Loujniki, Moscou | 21 mai 2008, Stade Loujniki, Moscou |
|  | 19 février et 5 mars 2008  |                           |                           | Fenerbahçe   | 2        | 0                 |                   |                   |  |  |                     |                     |                     |  |  | 21 mai 2008, Stade Loujniki, Moscou | 21 mai 2008, Stade Loujniki, Moscou |
|  |                            | Chelsea                   | 1                         | 2            |          |                   |                   |                   |  |  |                     |                     |                     |  |  | 21 mai 2008, Stade Loujniki, Moscou | 21 mai 2008, Stade Loujniki, Moscou |
|  | Olympiakos                 | Chelsea                   | 1                         | 2            | 0        | 0                 |                   |                   |  |  |                     |                     |                     |  |  | 21 mai 2008, Stade Loujniki, Moscou | 21 mai 2008, Stade Loujniki, Moscou |
|  | Olympiakos                 | 1 et 9 avril 2008         |                           |              | 0        | 0                 |                   |                   |  |  |                     |                     |                     |  |  | 21 mai 2008, Stade Loujniki, Moscou | 21 mai 2008, Stade Loujniki, Moscou |
|  | Chelsea                    | 0                         | 3                         |              |          |                   |                   |                   |  |  |                     |                     |                     |  |  | 21 mai 2008, Stade Loujniki, Moscou | 21 mai 2008, Stade Loujniki, Moscou |
|  | Chelsea                    | 0                         | 3                         | Chelsea      | 1ap (5)  |                   |                   |                   |  |  |                     |                     |                     |  |  |                                     |                                     |
|  | 19 février et 5 mars 2008  |                           |                           | Chelsea      | 1ap (5)  |                   |                   |                   |  |  |                     |                     |                     |  |  |                                     |                                     |
|  |                            | Manchester United         | 1 tab(6)                  |              |          |                   |                   |                   |  |  |                     |                     |                     |  |  |                                     |                                     |
|  | Schalke 04                 | Manchester United         | 1 tab(6)                  | 1            | 0 tab(4) |                   |                   |                   |  |  |                     |                     |                     |  |  |                                     |                                     |
|  | Schalke 04                 |                           |                           | 1            | 0 tab(4) |                   |                   |                   |  |  |                     |                     |                     |  |  |                                     |                                     |
|  | FC Porto                   | 0                         | 1ap (1)                   |              |          |                   |                   |                   |  |  |                     |                     |                     |  |  |                                     |                                     |
|  | FC Porto                   | 0                         | 1ap (1)                   | Schalke 04   | 0        | 0                 |                   |                   |  |  |                     |                     |                     |  |  |                                     |                                     |
|  | 20 février et 4 mars 2008  |                           |                           | Schalke 04   | 0        | 0                 |                   |                   |  |  |                     |                     |                     |  |  |                                     |                                     |
|  |                            | FC Barcelone              | 1                         | 1            |          |                   |                   |                   |  |  |                     |                     |                     |  |  |                                     |                                     |
|  | Celtic Glasgow             | FC Barcelone              | 1                         | 1            | 2        | 0                 |                   |                   |  |  |                     |                     |                     |  |  |                                     |                                     |
|  | Celtic Glasgow             | 1 et 9 avril 2008         |                           |              | 2        | 0                 |                   |                   |  |  |                     |                     |                     |  |  |                                     |                                     |
|  | FC Barcelone               | 3                         | 1                         |              |          |                   |                   |                   |  |  |                     |                     |                     |  |  |                                     |                                     |
|  | FC Barcelone               | 3                         | 1                         | FC Barcelone | 0        | 0                 |                   |                   |  |  |                     |                     |                     |  |  |                                     |                                     |
|  | 19 février et 5 mars 2008  |                           |                           | FC Barcelone | 0        | 0                 |                   |                   |  |  |                     |                     |                     |  |  |                                     |                                     |
|  |                            | Manchester United         | 0                         | 1            |          |                   |                   |                   |  |  |                     |                     |                     |  |  |                                     |                                     |
|  | AS Rome                    | Manchester United         | 0                         | 1            | 2        | 2                 |                   |                   |  |  |                     |                     |                     |  |  |                                     |                                     |
|  | AS Rome                    |                           |                           |              | 2        | 2                 |                   |                   |  |  |                     |                     |                     |  |  |                                     |                                     |
|  | Real Madrid                | 1                         | 1                         |              |          |                   |                   |                   |  |  |                     |                     |                     |  |  |                                     |                                     |
|  | Real Madrid                | 1                         | 1                         | AS Rome      | 0        | 0                 |                   |                   |  |  |                     |                     |                     |  |  |                                     |                                     |
|  | 20 février et 4 mars 2008  |                           |                           | AS Rome      | 0        | 0                 |                   |                   |  |  |                     |                     |                     |  |  |                                     |                                     |
|  |                            | Manchester United         | 2                         | 1            |          |                   |                   |                   |  |  |                     |                     |                     |  |  |                                     |                                     |
|  | Olympique lyonnais         | Manchester United         | 2                         | 1            | 1        | 0                 |                   |                   |  |  |                     |                     |                     |  |  |                                     |                                     |
|  | Olympique lyonnais         |                           |                           |              | 1        | 0                 |                   |                   |  |  |                     |                     |                     |  |  |                                     |                                     |
|  | Manchester United          | 1                         | 1                         |              |          |                   |                   |                   |  |  |                     |                     |                     |  |  |                                     |                                     |
|  | Manchester United          | 1                         | 1                         |              |          |                   |                   |                   |  |  |                     |                     |                     |  |  |                                     |                                     |

( ) = Tirs au but; p = Après prolongation

### Huitièmes de finale
Le tirage a eu lieu le 21 décembre 2007 à Nyon. 

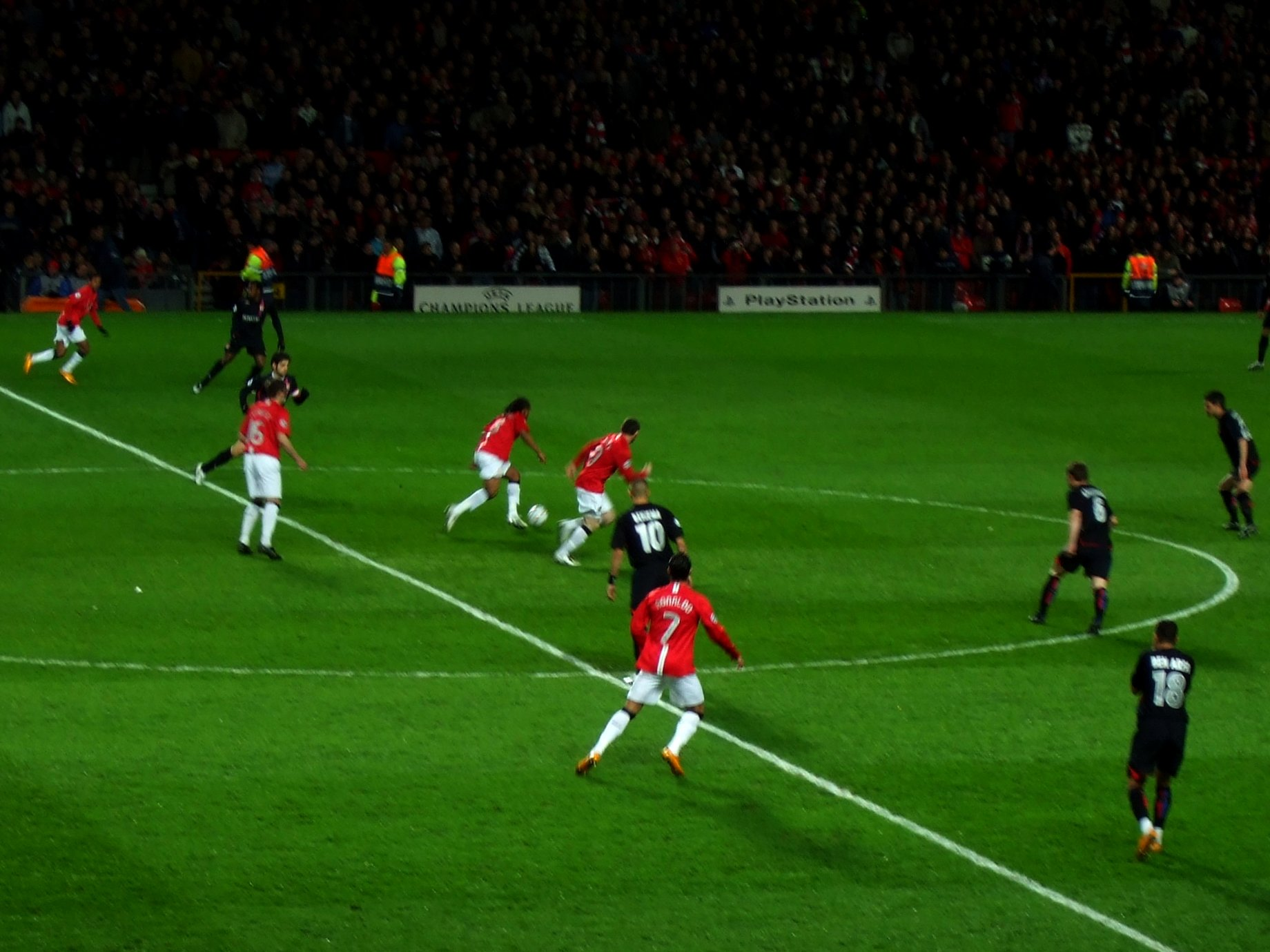
Manchester United - Lyon, huitième de finale retour.

Les matches aller ont eu lieu les 19 et 20 février 2008, les matches retour les 4, 5 et 11 mars 2008.
| Match | Dates          | Pays | Club               | Aller | Total | Retour           | Club              | Pays |
| ----- | -------------- | ---- | ------------------ | ----- | ----- | ---------------- | ----------------- | ---- |
| 1     | 19/02 et 05/03 |      | Schalke 04         | 1-0   | 1-1   | 0-1 ap (4-1) tab | FC Porto          |      |
| 2     | 19/02 et 05/03 |      | AS Rome            | 2-1   | 4-2   | 2-1              | Real Madrid       |      |
| 3     | 19/02 et 05/03 |      | Olympiakos         | 0-0   | 0-3   | 0-3              | Chelsea           |      |
| 4     | 19/02 et 11/03 |      | Liverpool          | 2-0   | 3-0   | 1-0              | Inter Milan       |      |
| 5     | 20/02 et 04/03 |      | Celtic Glasgow     | 2-3   | 2-4   | 0-1              | FC Barcelone      |      |
| 6     | 20/02 et 04/03 |      | Olympique lyonnais | 1-1   | 1-2   | 0-1              | Manchester United |      |
| 7     | 20/02 et 04/03 |      | Arsenal            | 0-0   | 2-0   | 2-0              | Milan AC          |      |
| 8     | 20/02 et 04/03 |      | Fenerbahçe         | 3-2   | 5-5   | 2-3 ap (3-2) tab | FC Séville        |      |

### Quarts de finale
Le tirage au sort a eu lieu, comme pour celui des demi-finales, le 14 mars 2008.
Les matches aller eurent lieu les 1er et 2 avril 2008, les matches retour les 8 et 9 avril.
| Match | Dates          | Pays | Club       | Aller | Total | Retour | Club              | Pays |
| ----- | -------------- | ---- | ---------- | ----- | ----- | ------ | ----------------- | ---- |
| 1     | 01/04 et 09/04 |      | AS Rome    | 0-2   | 0-3   | 0-1    | Manchester United |      |
| 2     | 01/04 et 09/04 |      | Schalke 04 | 0-1   | 0-2   | 0-1    | FC Barcelone      |      |
| 3     | 02/04 et 08/04 |      | Arsenal    | 1-1   | 3-5   | 2-4    | Liverpool         |      |
| 4     | 02/04 et 08/04 |      | Fenerbahçe | 2-1   | 2-3   | 0-2    | Chelsea           |      |

### Demi-finales

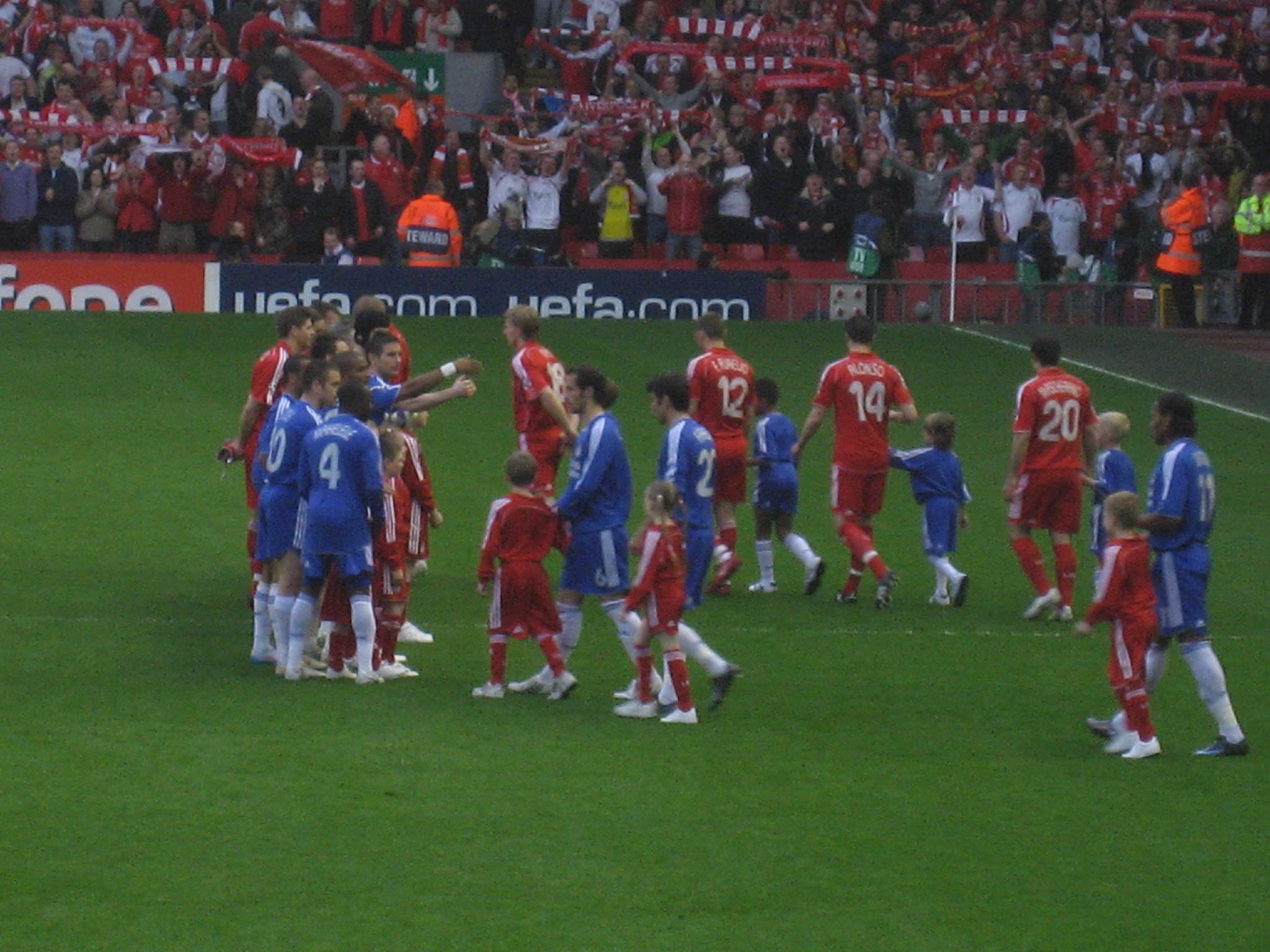
Liverpool - Chelsea, Demi-finale aller à Anfield.

Les matches aller ont eu lieu les 22 et 23 avril 2008, les matches retour les 29 et 30 avril 2008.
| Match | Dates          | Pays | Club         | Aller | Total | Retour   | Club              | Pays |
| ----- | -------------- | ---- | ------------ | ----- | ----- | -------- | ----------------- | ---- |
| 1     | 22/04 et 30/04 |      | Liverpool    | 1-1   | 3-4   | 2-3 a.p. | Chelsea           |      |
| 2     | 23/04 et 29/04 |      | FC Barcelone | 0-0   | 0-1   | 0-1      | Manchester United |      |

### Finale
La finale s'est jouée en Russie au stade Loujniki de Moscou le 21 mai 2008.
Il y a eu pour la première fois en Ligue des champions deux clubs anglais en finale. Il s'agissait également de la première finale de Chelsea dans cette compétition.
| 21 mai 2008 20:45 CEST                                                                              | Manchester United     | 1 - 1 a. p.                                                                                            | Chelsea FC        | Stade Loujniki, Moscou                        |                                               |
| | Cristiano Ronaldo 26e | | Frank Lampard 44e | Spectateurs : 67 310 Arbitrage : Ľuboš Micheľ | Spectateurs : 67 310 Arbitrage : Ľuboš Micheľ |
| Carlos Tévez · Michael Carrick · Cristiano Ronaldo · Owen Hargreaves · Nani · Anderson · Ryan Giggs | Tirs au but 6–5       | Michael Ballack · Belletti · Frank Lampard · Ashley Cole · John Terry · Salomon Kalou · Nicolas Anelka |                   | Spectateurs : 67 310 Arbitrage : Ľuboš Micheľ | Spectateurs : 67 310 Arbitrage : Ľuboš Micheľ |

| |    |                       |  |  |
| |    |                       |  |  |
| GB | 1  | Edwin van der Sar     |  |  |
| AG | 3  | Patrice Évra          |  |  |
| DC | 15 | Nemanja Vidić 111e    |  |  |
| DC | 5  | Rio Ferdinand (c) 43e |  |  |
| AD | 6  | Wes Brown 53e 120+5e  |  |  |
| MD | 7  | Cristiano Ronaldo 26  |  |  |
| MC | 16 | Michael Carrick       |  |  |
| MC | 18 | Paul Scholes 22e 87e  |  |  |
| MG | 4  | Owen Hargreaves       |  |  |
| AI | 10 | Wayne Rooney 111e     |  |  |
| AC | 32 | Carlos Tévez 116e     |  |  |
| Remplaçants : |    |                       |  |  |
| GB | 29 | Tomasz Kuszczak       |  |  |
| MT | 24 | Darren Fletcher       |  |  |
| DF | 27 | Mikaël Silvestre      |  |  |
| MT | 8  | Anderson 120+5e       |  |  |
| DF | 22 | John O'Shea           |  |  |
| MT | 11 | Ryan Giggs 87e        |  |  |
| MT | 17 | Nani 111e             |  |  |
| Entraîneur : |    |                       |  |  |
| Alex Ferguson Homme du match : Edwin van der Sar Arbitres assistants : Roman Slysko Martin Balho Quatrième arbitre : Vladimir Hrinak |    |                       |  |  |

|               |    |                            |  |
|               |    |                            |  |
| GB            | 1  | Petr Čech                  |  |
| AD            | 5  | Michael Essien 118e        |  |
| DC            | 26 | John Terry (c)             |  |
| DC            | 6  | Ricardo Carvalho 45+2e     |  |
| AG            | 3  | Ashley Cole                |  |
| MDf           | 4  | Claude Makelele 22e 120+5e |  |
| MDf           | 8  | Frank Lampard 44           |  |
| MD            | 15 | Florent Malouda 92e        |  |
| MG            | 10 | Joe Cole 99e               |  |
| MO            | 13 | Michael Ballack 116e       |  |
| AT            | 11 | Didier Drogba 116e         |  |
| Remplaçants : |    |                            |  |
| GB            | 23 | Carlo Cudicini             |  |
| DF            | 33 | Alex                       |  |
| DF            | 35 | Belletti 120+5e            |  |
| MT            | 12 | John Obi Mikel             |  |
| MT            | 21 | Salomon Kalou 92e          |  |
| AT            | 7  | Andriy Chevtchenko         |  |
| AT            | 39 | Nicolas Anelka 99e         |  |
| Entraîneur :  |    |                            |  |
| Avraham Grant |    |                            |  |

## Meilleurs buteurs
| # |               | Joueur             | Club              | Buts |
| - | ------------- | ------------------ | ----------------- | ---- |
| 1 |               | Cristiano Ronaldo  | Manchester United | 8    |
| 2 |               | Lionel Messi       | FC Barcelone      | 6    |
| - |               | Steven Gerrard     | Liverpool         | 6    |
| - |               | Fernando Torres    | Liverpool         | 6    |
| - | Côte d'Ivoire | Didier Drogba      | Chelsea           | 6    |
| 6 |               | Dirk Kuyt          | Liverpool         | 5    |
| - |               | Raul               | Real Madrid       | 5    |
| - |               | Zlatan Ibrahimović | Inter Milan       | 5    |
| - |               | Deivid             | Fenerbahçe        | 5    |
| - |               | Frédéric Kanouté   | FC Séville        | 5    |

Source : 